# Пяйянне
Пя́йянне или Пя́ййянне (фин. Päijänne) — второе по величине (после озера Сайма) озеро в Финляндии, расположено на юге страны, примерно в 100 км к северу от Хельсинки и в 77 км к востоку от Тампере. Находится на территории национального парка Пяййянне. Пяййянне — самое глубокое озеро в Финляндии, его глубина достигает 95,3 м. Имеет вытянутую форму с юга на север. Озеро имеет сток в Финский залив через реку Кюмийоки (Кюммене). Береговая линия сильно изрезана. Озеро замерзает с декабря по апрель.
| Озеро             | Площадь поверхности воды, км² | Объём, км³ | Месторас- положение (страна) |
| ----------------- | ----------------------------- | ---------- | ---------------------------- |
| Ладожское         | 17700                         | 908        | Россия                       |
| Онежское          | 9720                          | 285        | Россия                       |
| Венерн            | 5550                          | 180        | Швеция                       |
| Сайма             | 4380                          | 36         | Финляндия                    |
| Чудско- Псковское | 3550                          | 25,2       | Россия · Эстония             |
| Веттерн           | 1900                          | 72         | Швеция                       |
| Белое             | 1290                          | 5,2        | Россия                       |
| Выгозеро          | 1140                          | 7,1        | Россия                       |
| Меларен           | 1140                          | 10,0       | Швеция                       |
| Пяййянне          | 1065                          | 18,1       | Финляндия                    |
| Ильмень           | 1200                          | 12,0       | Россия                       |
| Инари             | 1000                          | 28,0       | Финляндия                    |

Происхождение озёрной котловины — ледниково-тектоническое. После отступления покровного оледенения около 9 тысяч лет назад котловина озера Пяййянне была занята заливом Анциллового озера, окончательное обособление от Балтийского бассейна произошло 8300 лет назад. Первоначально сток из озера осуществлялся в Ботнический залив через долину современной реки Калайоки. Порог стока располагался на месте современного озера Kotajärvi. Стоку воды в Финский залив препятствовала гряда Салпаусселькя. Скорость поднятия в районе порога стока была выше чем на юге бассейна, что вызвало подъём уровня озера. Прорыв гряды Салпаусселькя около 6100 лет назад сопровождался падением уровня озера на 20 метров и появлением современного канала стока — реки Кюмийоки.
На озере 1886 островов, крупнейшие из которых Вирмайлансаари (Virmailansaari), Салонсаари (Salonsaari), Юдинсало (Judinsalo), Онкисало (Onkisalo), Паатсало (Paatsalo), Мууратсало (Muuratsalo), Хаукксало (Haukkasalo), Вуоритсало (Vuoritsalo), Мустассало (Mustassalo), Эдессало (Edessalo) и Тайвассало (Taivassalo). Слово саари означает остров. Раньше слово сало означало большой остров, сегодня оно значит большой лес.
Подземный акведук, водовод Пяййянне, соединяет озеро с Хельсинки, обеспечивая город водой. В 1993 году был построен канал Кейтеле — Пяййянне, который связал озеро Пяййянне с озером Кейтеле, образовав судоходный путь протяжённостью 450 км, на котором построено пять шлюзов. Теплоход «Суомен Суви» осуществляет круизное сообщение по каналу.
На Пяййянне расположены города Лахти, Ювяскюля, Сюсмя, Асиккала, Корпилахти, Кухмойнен, Луханка, Муураме и Падасйоки.
Озеро используется для судоходства, рыболовства, также развит туризм.